# Малкис, Владимир Исаакович
Владимир Исаакович Малкис (1899—1973) — советский деятель юстиции.
Родился в 22 ноября 1899 г. в Одессе. Еврей. Член ВКП(б) с августа 1919 г. С 1933 г. Военный прокурор Особой Краснознаменной Дальневосточной армии и помощник Прокурора СССР по Дальнему Востоку. Диввоенюрист (1936). Репрессирован в 1937 г. Реабилитирован в 1955 г. Умер в Москве 26 октября 1973 г. Похоронен на Новодевичьем кладбище.

## Автобиографическая справка
По окончании в 1918 г. гимназии в г. Николаеве, я в 1918—1919 годах был одним из организаторов советских органов власти в м. Александровское Чигиринского уезда Киевской губернии, где я был членом и секретарем исполкома. После захвата Чигиринского уезда бандитами вынужден был бежать в г. Киев и в августе 1919 г. вступил добровольно в Красную Армию. Участвовал в гражданской войне на Деникинском и Польском фронтах и в борьбе против банд на Украине. Затем служил в Киевском, Московском и Сибирском военных округах и в Особой Дальневосточной Армии. С 1933 по 1937 годы я занимал должность Военного Прокурора Особой Дальневосточной Армии и помощника Прокурора Союза ССР по Дальнему Востоку. Мне было присвоено звание «диввоенюрист». В 1936 году Харбинской (Маньчжурия) фашистской организацией молодежи (имеется в виду Российская фашистская партия - прим. автора статьи) я вместе с членом Военного Совета ОКДВА — тов. Аронштамом Л.Н. был приговорен заочно к смерти, о чём опубликовано в харбинских газетах. Этот приговор был вызван, очевидно, той борьбой, которую мы вели против бандитских шпионских групп, переброшенных из Харбина через границу СССР. В середине 1937 г. я был оклеветан, отстранен от работы, исключен из партии, затем репрессирован и осужден к 20 годам лишения свободы по клеветническому обвинению в участии в военном контрреволюционном заговоре. Пробыл в тюрьмах и лагерях на Колыме 17 лет и около года в ссылке в Магадане. После полной реабилитации я был восстановлен в партии и в феврале 1956 года мне было присвоено звание полковника юстиции и назначена пенсия за выслугу 35 лет в армии. Правительственных наград не имею, но мне известно, что ещё в начале 1937 года командующий ОКДВА маршал Советского Союза тов. Блюхер В. К. возбуждал ходатайство о награждении меня орденом «Красной Звезды». Награждение не успело состояться в связи с начавшимися репрессиями. После реабилитации Московский Горвоенкомат в 1957 году сделал представление о награждении меня за выслугу лет орденом Ленина. Награждение не состоялось в связи с отменой закона о награждении за выслугу лет. Будучи членом КПСС с августа 1919 года, всегда принимал активное участие в партийно-политической жизни и в настоящее время на общественных началах являюсь:
1. Ректором Народного университета правовых знаний при Октябрьском райкоме КПСС с мая 1961 г.
2. Членом исторической секции Военно-научного общества при Центральном Доме Советской Армии.
3. Членом правления районной организации Общества «Знание» с 1958 г.
4. Членом научно-методического совета городской организации Общества «Знание».
5. Лектором и пропагандистом.— 10 марта 1967 г. Малкис В. И.

Сколько не вчитывайся в сухие строки официальной автобиографии, многое о самом человеке они не скажут. Например, что, ещё учась в частной гимназии, Владимир был вынужден зарабатывать на жизнь частными уроками. А ведь именно такие факты и говорят, как формировался характер этого незаурядного человека. Можно предположить, почему юноша из семьи мелкого служащего порвал с привычным жизненным укладом и бросился, безоглядно и страстно, в революцию. Но это будут наши домыслы, а спросить Владимира Исааковича уже, к сожалению, поздно. Впрочем, он, как вспоминают его близкие, не любил рассказывать о себе. Хотя ему было чем поделиться. Многие из тех, с кем он сталкивался в своей жизни, были очень известными людьми и оставили заметный след в истории страны.
Сегодня мы многое знаем о том времени. И можем представить, каково было юноше из добропорядочной еврейской семьи столкнуться с ужасами гражданской, братоубийственной войны на Украине, участвовать в продразверстке, работать в военно-революционном трибунале. Наверно, именно тогда в нём окрепло страстное желание справедливости, подчинения всех и вся гуманным законам. Таким он остался до конца жизни. Видимо поэтому он решил посвятить свою жизнь службе в прокуратуре, которая призвана следить за соблюдением Закона.
После Гражданской войны служит в органах военной юстиции. С мая 1921 г. инструктор, затем временно исполняющий должность (врид) начальника отдела военного трибунала Киевского военного округа. 26 сентября 1921 г. женился на сотруднице того же трибунала Хане Молдавер. Через два года у них родилась дочь Изабелла. Но это случилось уже в Москве, где с июля 1922 г. он служит в военном трибунале округа и одновременно учится праву в 1-м Московском государственном университете, который закончил в 1925 г. И сразу повышение — с апреля 1925 г. он врид военного прокурора элитной 1-й Особой Краснознаменной кавалерийской бригады имени Сталина. Здесь он знакомится в будущим маршалом бронетанковых войск П. С. Рыбалко, который был комиссаром 61-го полка. Затем с октября 1926 г. военный прокурор 2-го стрелкового корпуса, которым командовал знаменитый герой гражданской войны комкор И. Ф. Федько, награжденный тремя орденами Красного Знамени. Член ЦИК СССР, депутат Верховного совета первого созыва, член Военного совета при наркоме обороны. Позже судьба сведет их в Особой Краснознаменной Дальневосточной Армии.
С сентября 1927 г. В. Малкис исполняет должность военного прокурора Московского военного округа. А с июля 1928 г. он уже помощник военного прокурора, а затем старший помощник военного прокурора Сибирского военного округа. Именно тогда, когда войска округа были преобразованы в ОКДВА для отпора китайцам в конфликте на КВЖД в 1929 г. Командующим назначен один из первых маршалов Советского Союза, первый кавалер орденов Красного Знамени и Красной Звезды В. К. Блюхер.
Малкис стал прокурором 18-го стрелкового корпуса, которым командовал другой известный герой гражданской войны Вострецов С. С., тоже, как и Блюхер, награжденный четырьмя орденами Красного Знамени. Столько же орденов тогда имели ещё трое: Блюхер, Федько и Фабрициус. Получается, с тремя из четырёх кавалеров высшей награды СССР (на тот момент) он служил и был близко знаком. Судьба их вскоре снова сведет, когда Вострецов будет командующим Приморской группой войск ОКДВА, а Малкис военном прокурором армии Блюхера.
Правда, до этого он успеет окончить курс нормальной военной школы. При НВШ создавались отделения для ускоренное прохождение курса военной школы командным составом РККА, занимавшим должности среднего командного состава, но не имевшим законченного военного образования. И с марта 1933 г. станет военным прокурором ОКДВА.
В 1935 году постановлением ЦИК и СНК СССР были введены персональные воинские звания начальствующего состава РККА. Приказом наркома обороны № 01327/п В. Малкису было присвоено звание «бригадного военного юриста». А через год «диввоенюриста».
Именно к этому периоду относится эпизод, который В. Малкис счел нужным отметить в своей автобиографии. В 1936 г. Харбинской (Маньчжурия) фашистской организацией молодежи вместе с членом Военного совета Аронштамом Л. Н. был приговорен заочно к смерти, о чём опубликовано в харбинских газетах. Этот приговор был вызван, очевидно, той борьбой, которую они вели против бандитских шпионских групп, переброшенных из Харбина через границу СССР. Там же он пишет, что «мне известно, что в начале 1937 г. командующий ОКДВА маршал Блюхер В. К. возбуждал ходатайство о награждении меня орденом „Красная Звезда“. Награждение не успело состояться в связи с начавшимися репрессиями».

## Увольнение и арест
«Заговор Тухачевского», «разоблачения врагов народа», «чистки» … Не миновала сия чаша и В. Малкиса. Сегодня мы знаем, что чистка 1937—1938 гг. в РККА не явилась следствием ареста Тухачевского. Она была задумана и начата за несколько месяцев до «раскрытия заговора». Чистка была провозглашена в речи Сталина 3 марта 1937 года на пленуме ЦК, которая носила загадочное и зловещее название: «О недостатках партийной работы и о мерах ликвидации троцкистских и иных двурушников». Единственным мерилом работы не только политического розыска, прокуратуры, судов, трибуналов, особых отделов, «троек» являлось количество начатых и завершенных производством «дел». Прокурор или начальник местного отдела НКВД, который не отчитается увесистой кипой «дел», подлежал изгнанию и преданию суду за бездействие, классовую слепоту и оппортунистический самотек. Как следствие, по количеству жертв эта резня едва ли не превзошла гражданскую войну красных и белых. Центральным Комитетом была разработана и преподана местным комитетам специальная форма еженедельных телеграфных донесений о ходе работы по выкорчевыванию двурушников — нечто вроде сводки прополки сорняков. Ни одна партийная ячейка (хотя бы в ней было только три человека), ни один комитет партии не смели уклониться от продиктованной им сверху обязанности кровавой поставки.
Наверно в этой атмосфере В. Малкис чувствовал, что ему припомнят дела, возбужденные органами НКВД, и прекращенные им за отсутствием состава преступления. Их было много, зачастую совершенно анекдотических с точки зрения здравого смысла. Например, дело помощника бухгалтера парохода «Чичерин», который якобы в пьяном виде вел разговоры «о недостатках социализма». Несмотря на давление «органов» он закрыл это дела за отсутствием доказательств. Как и надуманное дело на работников узла связи и вынес постановление об их освобождении. Однако начальник Дома предварительного заключения отказался — арестовало НКВД и освобождать могут только они. Малкис направил запрос в Главную военную прокуратуру ещё в январе 1936 г. Ответ пришёл только 17 августа за подписью врид главного прокурора Субоцкого Л.М. В нём поддерживалась позиция Малкиса — прокурор всегда должен действовать в соответствии с законом. За эту принципиальную позицию Субоцкий был репрессирован первым из аппарата ГВП уже в декабре 1936 г. Чекисты не простили прокурору «своеволия». Спасая невинных людей, В. Малкис знал, что подписывал себе приговор. Ведь в это время все трибуналы были буквально завалены делами из НКВД. Чекисты исправно выполняли разнарядки и указания сверху об усилении борьбы с внутренним врагом.
Но у НКВД была проблема с армейскими «врагами народа». Для ареста командира РККА, начиная с лейтенанта, нужна была виза наркома обороны. «Органам» это очень не нравилось, и они искали способ избавиться от надзора военных прокуроров. Был придуман «обходной маневр» — намеченную жертву увольняли из армии под надуманным предлогом, а через некоторое время НКВД арестовывала уже гражданского своей властью.
Поэтому в сентябре 1937 г. В. Малкис уволен в запас с формулировкой «за непригодностью». В ноябре 1937 г. пункт увольнения был изменён на «политическое недоверие». Он увез семью в Москву к родным. А сам уехал в Орджоникидзе, подальше от жены и дочери, которых не хотел подвергать риску. Ведь судьба вычищенных из армии командиров была плачевна. Страховщики из паспортных столов не давали паспортов, не принимали на работу. В конце концов, сами власти забеспокоились, что этот беглый и отчаявшийся элемент может стать опасным. При краевых и областных исполкомах были созданы межведомственные комиссии, которые наделили правом приказывать руководителям предприятий и учреждений принимать на работу посланных комиссией демобилизованных командиров. Так уволенный прокурор армии, дивизионный юрист, что тогда приравнивалось к генерал-майору, стал плановиком-экономистом треста «Орджоникидзелес».

## Суд
Но в НКВД уже было состряпано дело — творение самого начальника Особого отдела ОКДВА капитана госбезопасности Хорошилкина П. 15 января 1938 г. В. Малкис был арестован в Орджоникидзе и отправлен во внутреннюю тюрьму УНКВД. Он не сдавался и уже 25 февраля 1938 г. он подал жалобу Главному военному прокурору РККА, корвоенюристу Розовскому Н. В ней говорилось, что он содержится под арестом 42 дня без предъявления обвинения. Неизвестно кто санкционировал арест. Заканчивалось письмо словами: «Виновным себя ни в чем не считаю». Ответа не последовало и через три месяца он был этапирован в Хабаровск. И здесь, наконец, он узнал причину ареста. Обвинительное заключение было написано на основе показаний Карпеля, нач. штаба стрелковой дивизии; Кащеева, нач. управления военно-строительных работ; Садовникова, комиссара штаба армии. Из материалов «дела» следовало, что военный прокурор ОКДВА диввоенюрист В. И. Малкис создал контрреволюционную троцкистско-фашистскую организацию в органах военной юстиции для полного развала её работы. В частности, якобы он дал указание до минимума сокращать и прекращать дела.
Абсурдность этих показаний видна даже неспециалисту. Достаточно сказать, что на момент его ареста Карпель и Кащеев были уже расстреляны. И в их делах показаний на Малкиса… не было. Но зато были показания Малкиса на них, хотя в его деле их нет. Понятно, почему не выполнялись требования Малкиса об очной ставке. Что касается третьего обвиняемого, то Садовников был арестован 23 ноября 1937 г., а первый допрос был через год. В суде Садовников категорически отказался от всех своих показаний и заявил, что они получены при помощи пыток. Он получил 10 лет. Зато к делу были подшиты показания председателя военного трибунала ОКВДА Б. П. Антонова: «Я не мог выполнить ряд установок сверху, так как в трибунал почти не поступали дела. Они ликвидировались военным прокурором Малкисом, либо по его указаниям…»
Как состряпали дело позже рассказал следователь Особого отдела УГБ НКВД мл. лейтенант Равенский «Хорошилкин вызвал Малкиса и заявил ему: „Если ты не дашь показаний, то на твою жену возьмем десять показаний“. Малкис объяснил, что если он даст показания о ком-нибудь, то они будут вызывать сомнение. Тогда Хорошилкин предложил надеть на Малкиса наручники и добиться показаний на Антонова, Гродко, Розинского и Рычкова. Протокол допроса я писал со слов Малкиса и после написания его на 38-ми страницах передал Хорошилкину. Он скорректировал этот протокол на свой лад. 10 страниц сам переписал, изменив их так, что в них ни слова Малкиса не было».
Вот что Хорошилкин приписал Малкису: «я создал подпольную группу из 40 человек; меня завербовал член Военного совета армии Аронштам в январе 1935 г. и рассказал о существовании правотроцкистской организации. В Москве ее возглавляет Гамарник, а здесь он, зам. командующего Сангурский, председатель крайисполкома Крутов и начальник УНКВД Дерибас; мне было предложено создать организацию в органах прокуратуры и полностью развалить ее работу; я дал указание до минимума сокращать и прекращать по возможности дела; я организовал покушения на японского и германского консулов во Владивостоке; в 1934 г. я присутствовал на вечере у коменданта Владивостока Меркеса, где тот поднимал тост за Троцкого; вместе с Орловским я написал брошюры, в которых допущены правооппортунистические извращения».
19 января 1939 года Малкис на допросе опроверг все эти обвинения. Следователи требовали признаний и жестоко его пытали. Но он выдержал. Полтора года велось следствие, но новых доказательств так и не появилось. Несмотря на это 8 октября 1939 гола В. Малкис предстал перед Военной коллегией Верховного суда СССР. Приговор был объявлен через 15 минут на основе голословных высказываний и лозунгов без единого доказательства. Особо подчеркивалось, что служебные взаимоотношения с Блюхером строились как участие в «фашистском заговоре». Военной коллегией Верховного суда СССР по обвинению в участии в военном заговоре В. И. Малкис был приговорен к двадцати годам заключения в ИТЛ и 5 лет поражению в правах.
Он не смирился и не молчал. Вот выдержка из письма Сталину, которое сохранилось в архиве Главной военной прокуратуры. Оно было написано мелким убористым почерком на клочке бумажки: «Обращаясь к вам, я не прошу верить мне на слово, я прошу только одного — подлинно-объективного расследования по моему делу. Я уверен, что объективным расследованием будет установлена моя полная невиновность в измене родине, и я буду реабилитирован. Я обращаюсь к вам, как к родному отцу, и прошу вас: помогите мне и дайте указание соответствующим органам о пересмотре моего дела».
Не смирилась и продолжала бороться и его жена. 18 мая 1949 года Военная коллегия Верховного суда СССР рассматривала просьбу А. И. Малкис пересмотреть дело её мужа. Председатель Ульрих В. ответил: «Оснований к пересмотру дела не имеется»…
Наказание В. Малкис отбывал в самых страшных застенках ГУЛАГа — на Колыме в Особом лагере № 5 и Береговом лагере. Долгие восемнадцать лет…

## Дальстрой ГУЛАГ
Трест «Дальстрой» был создан в 1932—33 годах для добычи золота. Его первый начальник — дивинтендант Берзин Э. П. Работы в экстремальных северных условиях по освоению территории, добыче золота, руд и угля, а также развитию сурового края выполнялись в основном заключенными. На них смотрели как на дармовую рабочую силу, которую не надо особо беречь, «новых привезут». Ежегодно на Колыму привозили пароходами до 500 тысяч заключенных, но из-за высокой смертности их число не превышало 2-3 млн. Именно в 1940 году, когда сюда прибыл Малкис, был установлен абсолютный рекорд добычи — 80 т золота.
Что его спасло в этих нечеловеческих условиях? Характер или удача? Это мы тоже уже никогда не узнаем. Он выдержал 18 лет; два диввоенюриста, арестованные и осужденные тогда же как «враги народа», умерли в лагерях через год-два.

## Ссылка
Возможно, в его судьбе большую роль сыграл «дядя Ваня» — старый большевик Моисей Израилевич Губельман. Вряд ли они были знакомы по Дальнему Востоку. Губельман был членом Военного совета Дальневосточной республики, который возглавлял В. К. Блюхер, и секретарем Приамурского комитета РКП (б). Но с 1923 г. работал в Москве, был делегатом трех съездов партии, профсоюзным деятелем. В годы Второй мировой войны был членом правления Еврейского антифашистского комитета. Из 20 членов правления после разгона ЕАК выжило три человека, в том числе Губельман. Но именно он в сентябре 1955 г. обратился в Комитет партийного контроля при ЦК КПСС с просьбой разобраться в деле Блюхера, считая его сфабрикованным. Маршал был реабилитирован, и это наверняка сказалось на судьбе бывшего прокурора ОКДВА В. Малкиса. В 1960-е они дружили и встречались вплоть до смерти «дяди Вани» в 1968 г.
Согласно справке Управления МВД Магаданской области от 29 сентября 1955 г. № 9/20150 В. Малкис срок наказания с 22 ноября 1940 г. по 4 января 1955 г. отбывал в лагерях УСВИТЛ (Управление Северо-восточных исправительно-трудовых лагерей). С 1 января по 28 сентябрь 1955 г. находился на положении ссыльного в г. Магадане. Согласно трудовой книжке 14 января 1955 г. «назначен сторожем пимокатного цеха Промкомбината». Затем «принят наливщиком» на автобазу. 10 июня «принят в жилищно-сантехническую контору ст. бухгалтером». 5 ноября 1955 г. «Объявлена благодарность за хорошие производственные показатели в работе».

## Освобождение
Он выжил и дождался полной реабилитации. Определением Военной коллегии Верховного суда СССР от 27 августа 1955 года приговор Военной Коллегии ВС СССР от 8 октября отменен по вновь открывшимся обстоятельствам, дело за отсутствием в его действиях состава преступления прекращено и от ссылки на поселение освобожден.
Вернулся в Москву в феврале 1956 года, восстановлен в партии и ему было присвоено звание полковника юстиции, а также назначена пенсия за выслугу 35 лет. Находясь на пенсии, принимал участие в общественной работе. В октябре 1967 года награждён орденом «Знак Почета», затем медалью к 100-летию со дня рождения В. И. Ленина и медаль «50 лет Вооруженных Сил». Уже при смерти в 1973 году сказал дочери: «Вот теперь партия со мной рассчиталась сполна, 18 за 18». Умер в Москве и похоронен на Новодевичьем кладбище.